# اره‌مگس
اره‌مگس (نام علمی: Symphyta) نام یک زیرراسته از راسته پرده‌بالان است.
زیرراسته اره‌مگس شامل گونه‌های ابتدایی پرده‌بالان است و بیشتر آن‌ها گیاه‌خوار هستند. در اره‌مگس‌ها حد فاصل میان شکم و سینه باریک نیست و شکم از تمام پهنای خود به سینه پیوسته‌است.
در حشرات این زیرراسته بال‌های عقبی دست‌کم دارای سه سلول بسته هستند و در دوره لاروی علاوه بر پاهای رشدکرده سینه‌ای، دارای هشت جفت پای کاذب شکمی نیز هستند.